# Moro Moro
Moro Moro es una localidad y municipio de Bolivia ubicado en la provincia de Vallegrande en el departamento de Santa Cruz.
La población tiene como principal actividad  la agricultura y tienen como especialidad la fruticultura, siendo muy apreciados sus duraznos y chirimoyas. También es muy importante la ganadería vacuna.
Es conocido por las pinturas rupestres de la cueva Paja Colorada y por la caída de agua de la Pajcha del Tjular con una altura de 300 metros, donde las aguas del río Pajchapata se transforman en una nube blanca que cubre el lugar, habiendo también cuevas con restos de utensilios rudimentarios que posiblemente fueron utilizados por los incas.

## Historia
En la región de Moro Moro se fundaron pueblos y se establecieron propiedades durante la época colonial tardía. Ya en la época republicana, ña localidad de Moro Moro fue fundada oficialmente el 4 de mayo de 1841 por Juan Lorenzo Méndez. Fue elevado al rango de cantón por ley del 25 de septiembre de 1883, durante el gobierno de Narciso Campero. Posteriormente, Moro Moro fue elevado al rango de sección municipal (municipio) por Decreto Supremo N.º 10081 el 14 de enero de 1972, durante el gobierno de Hugo Banzer.

## Ubicación
El municipio de Moro Moro es un municipio de la provincia Vallegrande del departamento de Santa Cruz, ubicado en el límite occidental del departamento. 
La localidad de Moro Moro, capital del municipio, se encuentra asentado en una hoyada circundada por los cerros de Potrerillos, Sagüintal, Verdial, Lambram, Comerloma, La Tranca y parte del Veladero. Se encuentra aproximadamente a 250 km de la ciudad de Santa Cruz de la Sierra (186 km sobre la antigua carretera a Cochabamba, 26 km sobre la carretera Mataral - Vallegrande y 36 km sobre la carretera Pampa Redonda - Moro Moro). También se conecta por carretera con la ciudad de Vallegrande (35 km). Se encuentra a una altitud de aproximadamente 2.372 m s. n. m.

## Demografía
De acuerdo con el censo boliviano de 2024, la población del municipio de Moro Moro es de 2 811 habitantes.
La población del municipio disminuyó aproximadamente un tercio entre 1992 y 2024, mientras que la población de la localidad ha aumentado aproximadamente a la mitad en las últimas dos décadas:
| Año  | Habitantes (municipio) | Habitantes (localidad) | Fuente |
| ---- | ---------------------- | ---------------------- | ------ |
| 1992 | 3.863                  | 424                    | Censo  |
| 2001 | 3.366                  | 551                    | Censo  |
| 2012 | 2.767                  | 625                    | Censo  |
| 2024 | 2.811                  |                        | Censo  |

## Organización territorial
Históricamente el municipio estaba conformado por cinco cantones hasta el 2009: Moro Moro, La Laja, Ariruma, Añapanco y El Astillero. La población está organizada en 26 Organizaciones Territoriales de Base (OTB) que corresponden a las 26 localidades o comunidades que existen en el municipio, y son las siguientes en cada cantón:
Cantón Moro Moro: Moro Moro, La Tranca, Potrerillos, Alto El Veladero, Candelaria, Buena Vista, Sagüintal, Lagunitas y Chañara
Cantón La Laja: La Laja, Abra Grande, La Yunga y Agua Amarilla
Cantón Ariruma: Ariruma, Las Lagunas, El Palmar, Monte Kata y San José del Barrial
Cantón El Astillero: Abra El Astillero, Juan Ramos, La Higuera y La Senda
Cantón Añapanco: Añapanco, Pampa Negra, Tholar y Torrecillas